# Hamid Drake
Hamid Drake (ur. 3 sierpnia 1955 w Monroe) – związany z Chicago amerykański perkusista jazzowy. Uważany za jednego z najlepszych perkusistów muzyki improwizowanej. Jest znany z łączenia free jazzu
z elementami world music. Współpracował m.in. z Peterem Brötzmannem, Kenem Vandermarkiem, Pharoah Sandersem, Donem Cherrym, Michaelem Zerangiem czy Williamem Parkerem.
Karierę zaczynał w środowisku chicagowskiego AACM.
W 2012 wystąpił w ramach festiwalu Krakowska Jesień Jazzowa z polską grupą Hera Wacława Zimpla. Koncert został zarejestrowany i wydany rok później jako płyta pt. Seven Lines.

## Wybrana dyskografia
- Hyperion (1992, Music & Arts, z Peterem Brötzmannem i Marilyn Crispell)
- Ask the Sun (1997, Okka, z Michaelem Zerangiem)
- Emancipation Proclamation: A Real Statement of Freedom (2000, Okka, z Joem McPhee)
- Soul Bodies, Vol. 1 (2001, Ayler Records, z Assifem Tsaharem)
- The Atlanta Concert (2001, Okka, z Peterem Brötzmannem i Fredem Hopkinsem)
- Brothers Together (2002, Eremit, z Sabeerem Mateenem)
- Back Together Again (2004, Thrill Jockey, z Fredem Andersonem)
- Bindu (2005, Rogue Art)
- Evolving Science, Vol. 1 (2006, Earsay, z Williamem Parkerem i Albertem Bergerem)
- Evolving Science, Vol. 2 (2006, Earsay, z Williamem Parkerem i Albertem Bergerem)
- Life at the Glenn Miller Café (2006, Ayler Records, z Assifem Tsaharem)
- Peace and Joy (2006, Slam, z Paulem Dunmallem, Philipem Gibbsem i Paulem Rogersem)
- From the River to the Ocean (2007, Thrill Jockey, z Fredem Andersonem)
- Sharing the Shed (2010, BMC Records, z Mihályem Dreschem, Lafayette Gilchristem i Mátyásem Szandaiem)
- Reggaeology (2010, Rogue Art, z Bindu)
- The Last Dances (2007, Ayler Records)
- Seven Lines (2013, Multikulti, z Herą)
- Solid & Spirit (2013, Nero's Neptune, z Peterem Brötzmannem)